# 内田雅之 (キックボクサー)
内田 雅之（うちだ まさゆき、1977年12月26日 - ）は、日本のキックボクサー。神奈川県出身。身長170cm、体重62kg。藤本ジム所属。新日本キックボクシング協会フェザー級王者。試合運びの上手さ、すべての技の高い技術、キック、パンチのバランスの良さ、気品溢れる。

## 経歴
- 2004年10月24日、新日本キックボクシング協会にてプロデビュー
- 2011年12月16日、新日本キックボクシング協会フェザー級王者
- 2013年度 第46回内閣総理大臣杯日本プロスポーツ大賞 功労賞受賞

## 人物・エピソード
- 神奈川県厚木市に生まれ高校を卒業後、調理師免許を取得し割烹料理屋で3年間板前修行。その後マッサージ師に転職し1年間新橋でマッサージ修行し、パリに渡仏。
- パリで、一緒にいた妻がカメラを奪おうとした外国人に襲われ「助けようとしたが、ただ見ているだけで何も出来なかった。悔しかった」。自分への不甲斐なさと、彼女を守りたいという気持ちが、格闘技の道へと駆り立てサバット（フレンチキックボクシング）を始める。パリ滞在は3年半、帰国が決まり日本でプロキックボクサーになるため目黒藤本ジムに入門（2004年）
- 2011年12月16日、新日本キックボクシング協会フェザー級王座を獲得。その後、4度の防衛に成功[2]。

## 獲得タイトル
- 新日本キックボクシング協会フェザー級王者
- 2013年度 第46回内閣総理大臣杯日本プロスポーツ大賞 功労賞受賞